# Виттен, Джек
Джек Виттен (англ. Jack Whitten; 5 декабря 1939 — 20 января 2018)  — американский художник и скульптор. В 2016 году был награжден Национальной медалью США в области искусств.

## Биография
Виттен родился в 1939 году в Бессемере в Алабаме. Желая стать военным врачом, Виттен прошёл обучение на подготовительных медицинских курсах Института Таскеги с 1957 по 1959 годы. Был свидетелем выступления Мартина Лютера Кинга во время бойкота автобусных линии в Монтгомери, которым он был глубоко потрясён его видением будущего Америки.
Отказавшись от карьеры врача, в 1960 году Виттен поступил в университет Саутерн в Батон-Руже в Луизиане, чтобы изучать искусство . Стал участником в демонстрации за гражданские права. Виттен участвовал в марше из центра Батон-Ружа в столицу штата. Виттен использовал свои способности художника для создания транспарантов и плакатов для этой демонстрации.
Виттен был убежденным сторонником ненасильственного подхода Мартина Лютера Кинга. Однако, наблюдая за бурной реакцией сегрегациониста, он понял, что если он останется на Юге, он сам станет жестоким. Побуждаемый жестоким сопротивлением переменам, которое он испытал, Виттен переехал в Нью-Йорк в 1960 году. Осенью 1960 года он сразу же поступил в Cooper Union, где в 1964 году получил степень бакалавра в области изобразительного искусства. После чего он остался в Нью-Йорке, устроившись работать художником.
Творчество Виттена находилось под сильным влиянием абстрактных экспрессионистов, которые тогда доминировали в художественном сообществе, особенно Виллема де Кунинга  и Ромаре Бирдена .

## Творчество
Вскоре после окончания Cooper Union Виттен имел возможность встретиться с другим афроамериканскими художниками, в том числе с Джейкобом Лоуренсом и Норманом Льюисом.
Хотя художественным стилем Виттена была абстракция, ему нравилось называть своё искусство «искусством с правдой и душой». Большое количество произведений Виттена было вдохновлено его собственным опытом во время движения за гражданские права . Виттен пришел к выводу, что рабство мешало культуре «цветных» народов. Поэтому Виттен считал, что его судьба — восстановить культуру с помощью произведений искусства.
Большая часть произведении Виттена имели легкий, мягкий эффект, который художник создавал с помощью размещения нейлоновой сетки поверх невысохших акриловых картин. Виттен также использовал Т-образный инструмент, который он назвал бы «разработчиком». Этот метод использовался для представления одной точки, связанной с другой.
Одна из самых известных работ Виттена — его серия «Черный монолит» . Большая часть работ в этом серии была данью уважения афроамериканским активистам, политикам и художникам . Две известные работы из этой серии включают «Черный монолит III» для Барбары Джордан, (1998)  и автора книги « Невидимый человек», «Черный монолит II» для Ральфа Эллисона, (1994).
Работа Виттена была представлена на ежегодной выставке современной американской живописи в Музее американского искусства Уитни в 1972 году. Музей организовал персональную выставку художника в 1974 году. У него также были отдельные выставки в многочисленных частных галереях и университетах, в том числе 10-летняя ретроспектива в 1983 году в Музее-студии в Гарлеме и выставка мемориальных картин в 2008 году в Центре современного искусства Атланты в Атланте, штат Джорджия .
Виттен проводил часть летних месяцев на Крите, где у него была мастерская.
На протяжении всей своей карьеры Виттен интересовался техниками и материалами живописи, а также связью произведений искусства с их вдохновением. Временами он использовал быстро применяемые жестовые приемы, сродни фотографии или печати. В других случаях совещательная и конструктивная рука очевидна. « The New York Times» назвал его отцом «новой абстракции».
Одно из произведении посвящено  террористическим атакам 11 сентября 2001 года: монументальная картина с внедренным в нее пеплом .
Президент США Барак Обама наградил Виттена Национальной медалью США в области искусств 2015 года.

## Личная жизнь
В возрасте 78 лет Виттен скончался 20 января 2018 года. Виттен и его жена Мэри проживали в Квинсе, Нью-Йорк .